# Lygaeus reclivatus
Lygaeus reclivatus är en insektsart som beskrevs av Thomas Say 1825. Lygaeus reclivatus ingår i släktet Lygaeus och familjen fröskinnbaggar.

## Underarter
Arten delas in i följande underarter:
- L. r. reclivatus
- L. r. enotus